# Liste de points extrêmes de la Suède
Voici une liste des points extrêmes de la Suède

## Latitude et longitude
| \| Treriksröset Smygehuk Stora Drammen Kataja Kebnekaise \| Localisation des points extrêmes de la Suède |
| Treriksröset Smygehuk Stora Drammen Kataja Kebnekaise                                                    |

- Nord : Cairn des Trois Royaumes 69° 03′ 36″ N, 20° 32′ 55″ E
- Sud : Smygehuk 55° 20′ 13″ N, 13° 21′ 34″ E
- Ouest : Stora Drammen, Strömstad 58° 55′ 43″ N, 10° 57′ 27″ E
- Est : Kataja 65° 42′ 39″ N, 24° 09′ 21″ E

## Altitude
- Altitude la plus haute : Kebnekaise (2 111 mètres)
- Altitude la plus basse : Baie du Lac Hammarsjon, proche de Kristianstad (−2,4 mètres)